# Jurançon
Pour les articles homonymes, voir Jurançon.
Jurançon (en béarnais Juranson ou Yuransoû) est une commune française, située dans le département des Pyrénées-Atlantiques en région Nouvelle-Aquitaine.
Le gentilé est Jurançonnais.

## Géographie

### Localisation
La commune de Jurançon se trouve dans le département des Pyrénées-Atlantiques, en région Nouvelle-Aquitaine.
Elle se situe à 2,6 km par la route de Pau, préfecture du département, et à 2,7 km de Billère, bureau centralisateur du canton de Billère et Coteaux de Jurançon dont dépend la commune depuis 2015 pour les élections départementales.
La commune fait en outre partie du bassin de vie de Pau.
Les communes les plus proches sont : 
Gelos (1,4 km), Billère (1,9 km), Pau (2,1 km), Bizanos (3,0 km), Mazères-Lezons (3,1 km), Lons (3,6 km), Uzos (4,1 km), Laroin (4,7 km).
Sur le plan historique et culturel, Jurançon fait partie de la province du Béarn, qui fut également un État et qui présente une unité historique et culturelle à laquelle s’oppose une diversité frappante de paysages au relief tourmenté.

### Communes limitrophes
Les communes limitrophes sont Billère, Gan, Gelos, Laroin, Lons, Pau et Saint-Faust.
| Lons (par un quadripoint) | Billère  | Pau   |
| Laroin                    | Jurançon | Gelos |
| Saint-Faust               | Gan      |       |

### Hydrographie

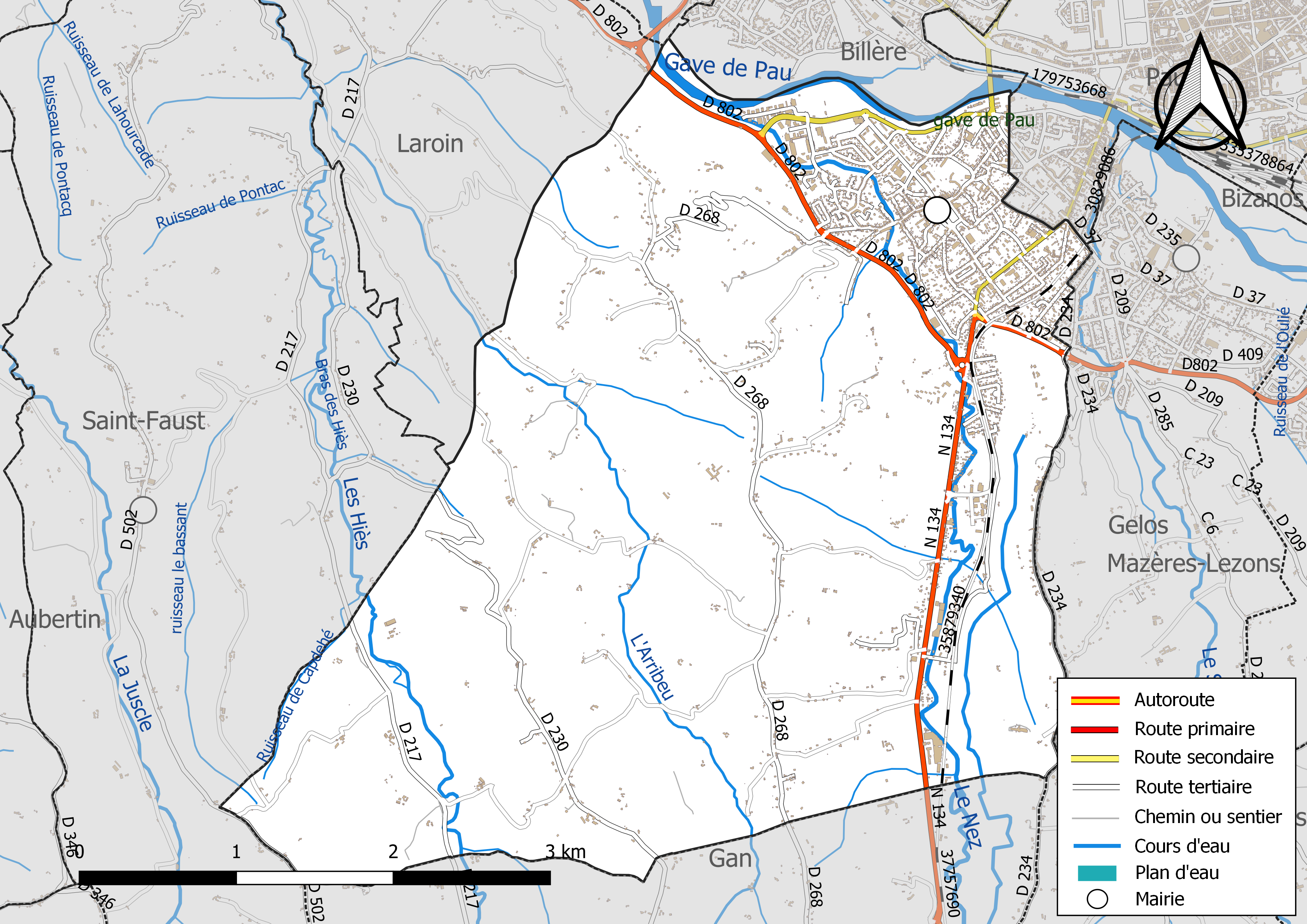
Réseaux hydrographique et routier de Jurançon.

La commune est drainée par le gave de Pau, le Neez, le Las Hies, l'Arribeu, un bras du Las Hiès, le ruisseau de Capdehé, le ruisseau le Bassant, et par divers petits cours d'eau, constituant un réseau hydrographique de 24 km de longueur totale,.
Le gave de Pau, d'une longueur totale de 192,8 km, prend sa source dans la commune de Gavarnie-Gèdre et s'écoule du sud-est vers le nord-ouest. Il traverse la commune et se jette dans l'Adour à Saint-Laurent-de-Gosse, après avoir traversé 88 communes.
Le Neez, d'une longueur totale de 26,1 km, prend sa source dans la commune de Sévignacq-Meyracq et s'écoule du sud vers le nord. Il traverse la commune et se jette dans le gave de Pau sur le territoire communal, après avoir traversé 5 communes.
Le Las Hies, d'une longueur totale de 21,7 km, prend sa source dans la commune de Gan et s'écoule du sud vers le nord. Il traverse la commune et se jette dans le gave de Pau à Laroin, après avoir traversé 4 communes.

### Climat
Pour des articles plus généraux, voir Climat de la Nouvelle-Aquitaine et Climat des Pyrénées-Atlantiques.
Historiquement, la commune est exposée à un climat de montagne.
En 2020, Météo-France publie une typologie des climats de la France métropolitaine dans laquelle la commune est toujours exposée à un climat de montagne et est dans la région climatique Pyrénées atlantiques, caractérisée par une pluviométrie élevée (>1 200 mm/an) en toutes saisons, des hivers très doux (7,5 °C en plaine) et des vents faibles.
Pour la période 1971-2000, la température annuelle moyenne est de 13,2 °C, avec une amplitude thermique annuelle de 13,9 °C. Le cumul annuel moyen de précipitations est de 1 294 mm, avec 11,7 jours de précipitations en janvier et 9 jours en juillet. Pour la période 1991-2020, la température moyenne annuelle observée sur la station météorologique la plus proche, située sur la commune d'Uzein à 13 km à vol d'oiseau, est de 13,7 °C et le cumul annuel moyen de précipitations est de 1 093,8 mm,. Pour l'avenir, les paramètres climatiques de la commune estimés pour 2050 selon différents scénarios d’émission de gaz à effet de serre sont consultables sur un site dédié publié par Météo-France en novembre 2022.

### Milieux naturels et biodiversité
Jurançon fait partie du site Natura 2000 du gave de Pau (FR 7200781), zone spéciale de conservation en raison de l'intérêt de son vaste réseau hydrographique couplé avec un système de saligues encore vivace.

### Écologie et recyclage
En ce qui concerne l'occupation des sols, Jurançon comporte 15,9 % de terrains artificialisés, 38,2 % de terres agricole et 45,4 % de forêts et milieux naturels.
La commune appartient au territoire de l'agence de l'eau Adour-Garonne et se situe dans le bassin versant du gave de Pau, du confluent du Béez au confluent de l'Adour. Pour ce qui est de la ressource en eau souterraine, elle se trouve sur les aquifères du gave de Pau, partie ouest à 15 % et du Béarn à 85 %.
Jurançon n'est pas concerné par un schéma d'aménagement et de gestion des eaux (SAGE).
En ce qui touche les risques, la commune est concernée par le risque technologique du transport de matières dangereuses et les risques naturels d'inondation (crue rapide), de tempête et de sismicité (niveau 4-moyenne). Par ailleurs, sept établissements classés sont répertoriés sur la commune dont deux soumis à autorisation.
En matière de recyclage, Jurançon dispose d'une déchèterie (ZAC du Vert-Galant).

## Urbanisme

### Typologie
Au 1er janvier 2024, Jurançon est catégorisée grand centre urbain, selon la nouvelle grille communale de densité à sept niveaux définie par l'Insee en 2022.
Elle appartient à l'unité urbaine de Pau, une agglomération intra-départementale regroupant 55  communes, dont elle est une commune de la banlieue,,. Par ailleurs la commune fait partie de l'aire d'attraction de Pau, dont elle est une commune du pôle principal,. Cette aire, qui regroupe 227 communes, est catégorisée dans les aires de 200 000 à moins de 700 000 habitants,.

### Occupation des sols

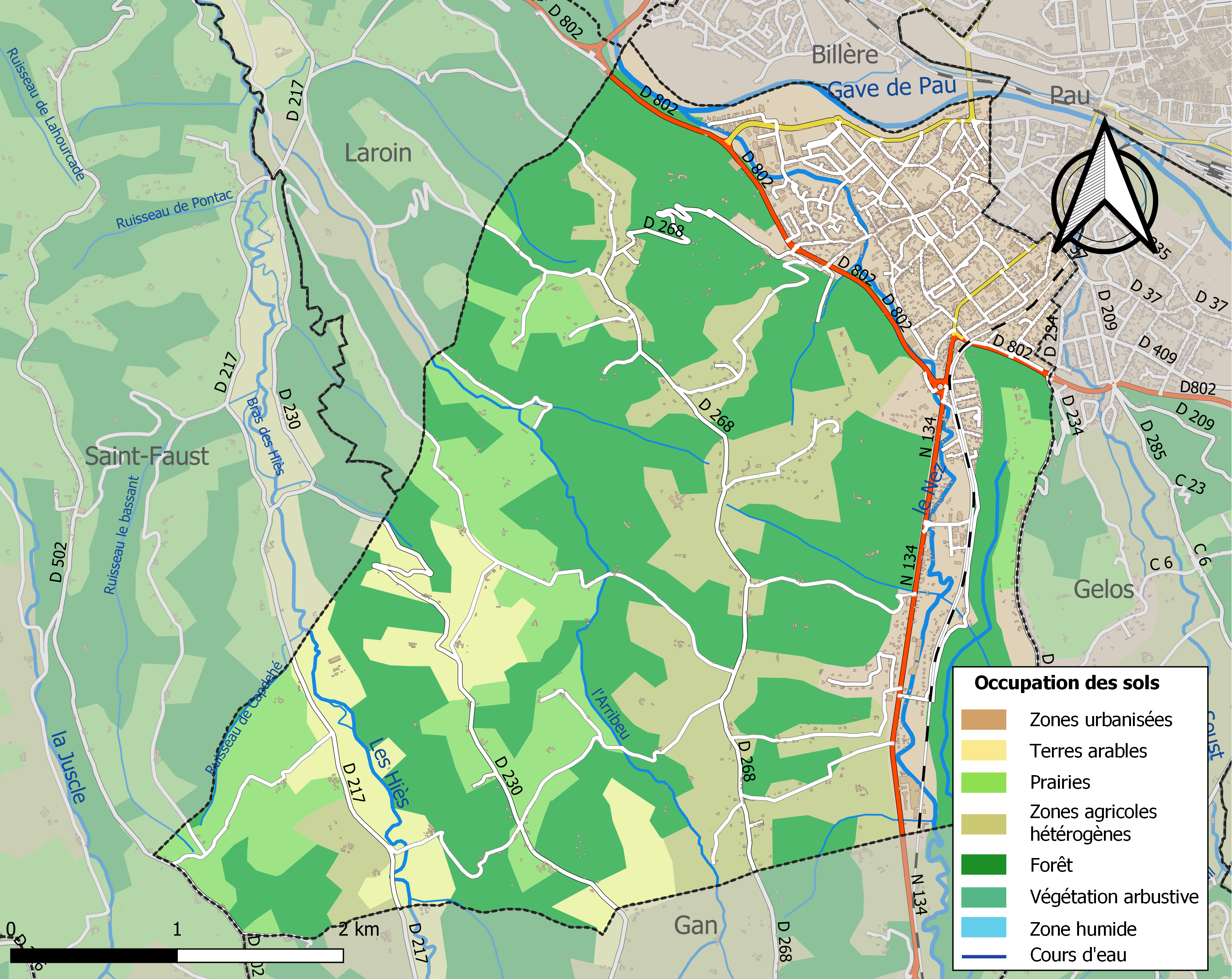
Carte des infrastructures et de l'occupation des sols de la commune en 2018 (CLC).

L'occupation des sols de la commune, telle qu'elle ressort de la base de données européenne d’occupation biophysique des sols Corine Land Cover (CLC), est marquée par l'importance des forêts et milieux semi-naturels (45,3 % en 2018), une proportion sensiblement équivalente à celle de 1990 (45,7 %). La répartition détaillée en 2018 est la suivante : 
forêts (45,3 %), zones agricoles hétérogènes (16,2 %), zones urbanisées (15,2 %), prairies (13,5 %), cultures permanentes (4,5 %), terres arables (3,3 %), zones industrielles ou commerciales et réseaux de communication (1,5 %), espaces verts artificialisés, non agricoles (0,6 %). L'évolution de l’occupation des sols de la commune et de ses infrastructures peut être observée sur les différentes représentations cartographiques du territoire : la carte de Cassini (XVIIIe siècle), la carte d'état-major (1820-1866) et les cartes ou photos aériennes de l'IGN pour la période actuelle (1950 à aujourd'hui).

### Lieux-dits et hameaux
- Faur Dou Paysaa ;
- Jurque ;
- Mont-Rian ;
- Rousse ;
- Sobolle.

### Voies de communication et transports
La commune est desservie par la route nationale 134 et par les routes départementales D 217, D 230, D 268 et D 802.
Jurançon est également desservie par le réseau d'autocars interurbains des Pyrénées-Atlantiques :
- Pau — Rue Mathieu Lalanne ⥋ Monein — Collège
- Pau — Place de Verdun ⥋ Eaux-Bonnes — Gourette parking face nord

#### Transports urbains
Jurançon est desservie par le réseau de bus Idelis :
- Jurançon — Lycée Professionnel A.Campa ↔ Pau — E.F.S. / CST Jean Feger
- Pau — Zénith ↔ Mazères — L'Arriou
- Gan — Mairie ↔ Idron — Domaine du Roy / Sendets — Mairie
- Jurançon — LP A.Campa ↔ Pau — Porte des Pyrénées / Bizanos — Beau Soleil
- Jurançon — Guynemer ↔ Pau — Pôle Bosquet

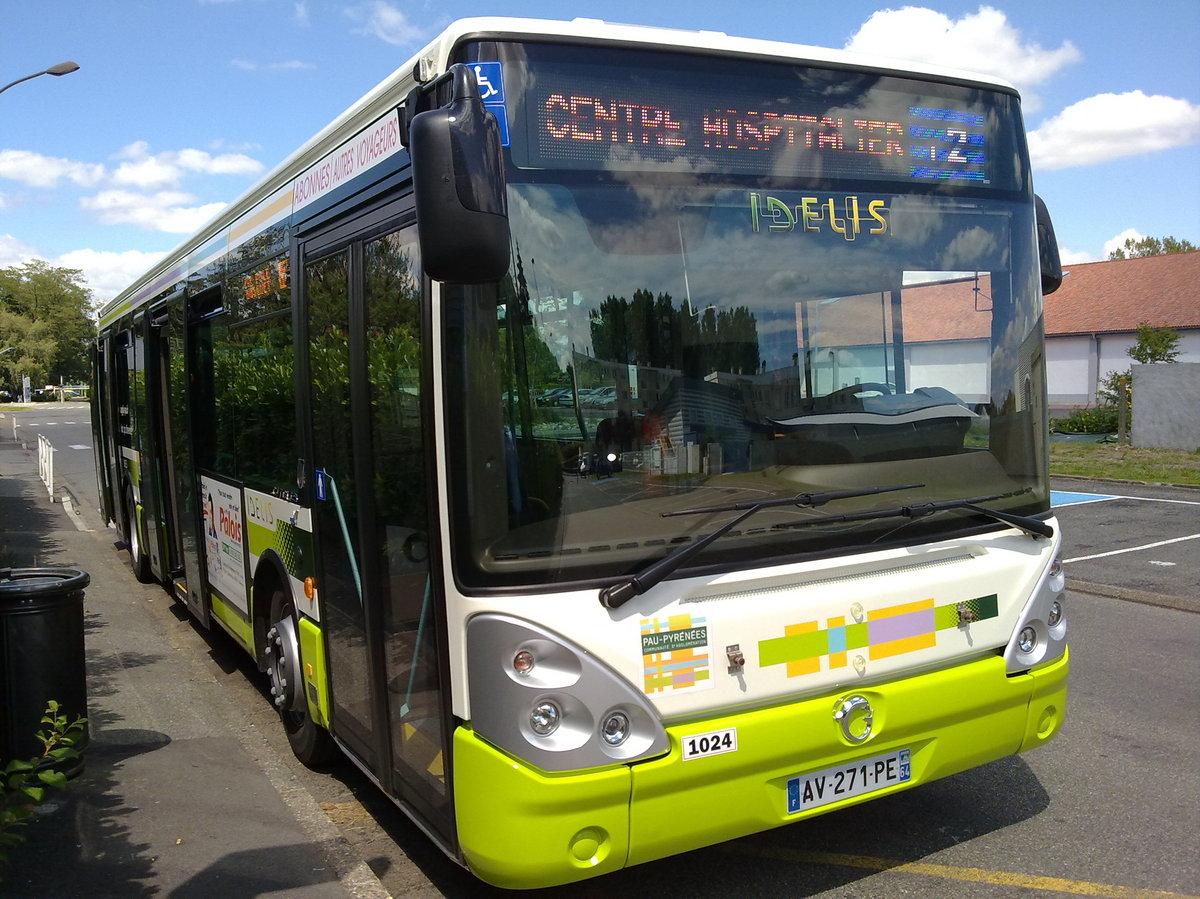
Bus du réseau

### Risques majeurs
Le territoire de la commune de Jurançon est vulnérable à différents aléas naturels : météorologiques (tempête, orage, neige, grand froid, canicule ou sécheresse), inondations et séisme (sismicité moyenne). Il est également exposé à un risque technologique, le transport de matières dangereuses, et à un risque particulier : le risque de radon. Un site publié par le BRGM permet d'évaluer simplement et rapidement les risques d'un bien localisé soit par son adresse soit par le numéro de sa parcelle.

#### Risques naturels
La commune fait partie du territoire à risques importants d'inondation (TRI) de Pau, regroupant 34 communes concernées par un risque de débordement du gave de Pau, un des 18 TRI qui ont été arrêtés fin 2012 sur le bassin Adour-Garonne. Les événements antérieurs à 2014 les plus significatifs sont les crues de 1800, crue la plus importante enregistrée à Orthez (H = 15,42 m au pont d'Orthez), du 23 juin 1875, exceptionnelle par son ampleur géographique, des 27 et 28 octobre 1937, la plus grosse crue enregistrée à Lourdes depuis 1875, du 3 février 1952, du 27 janvier 1972 (10,46 m à Orthez pour Q = 725 m3/s), du 28 novembre 1974, du 1er juin 1978 (3,40 m à Rieulhès pour Q = 504 m3/s) et du 19 juin 2013. Des cartes des surfaces inondables ont été établies pour trois scénarios : fréquent (crue de temps de retour de 10 ans à 30 ans), moyen (temps de retour de 100 ans à 300 ans) et extrême (temps de retour de l'ordre de 1 000 ans, qui met en défaut tout système de protection). La commune a été reconnue en état de catastrophe naturelle au titre des dommages causés par les inondations et coulées de boue survenues en 1982, 1983, 1992, 1993, 1996, 1997, 2006, 2008, 2009, 2013 et 2018,.

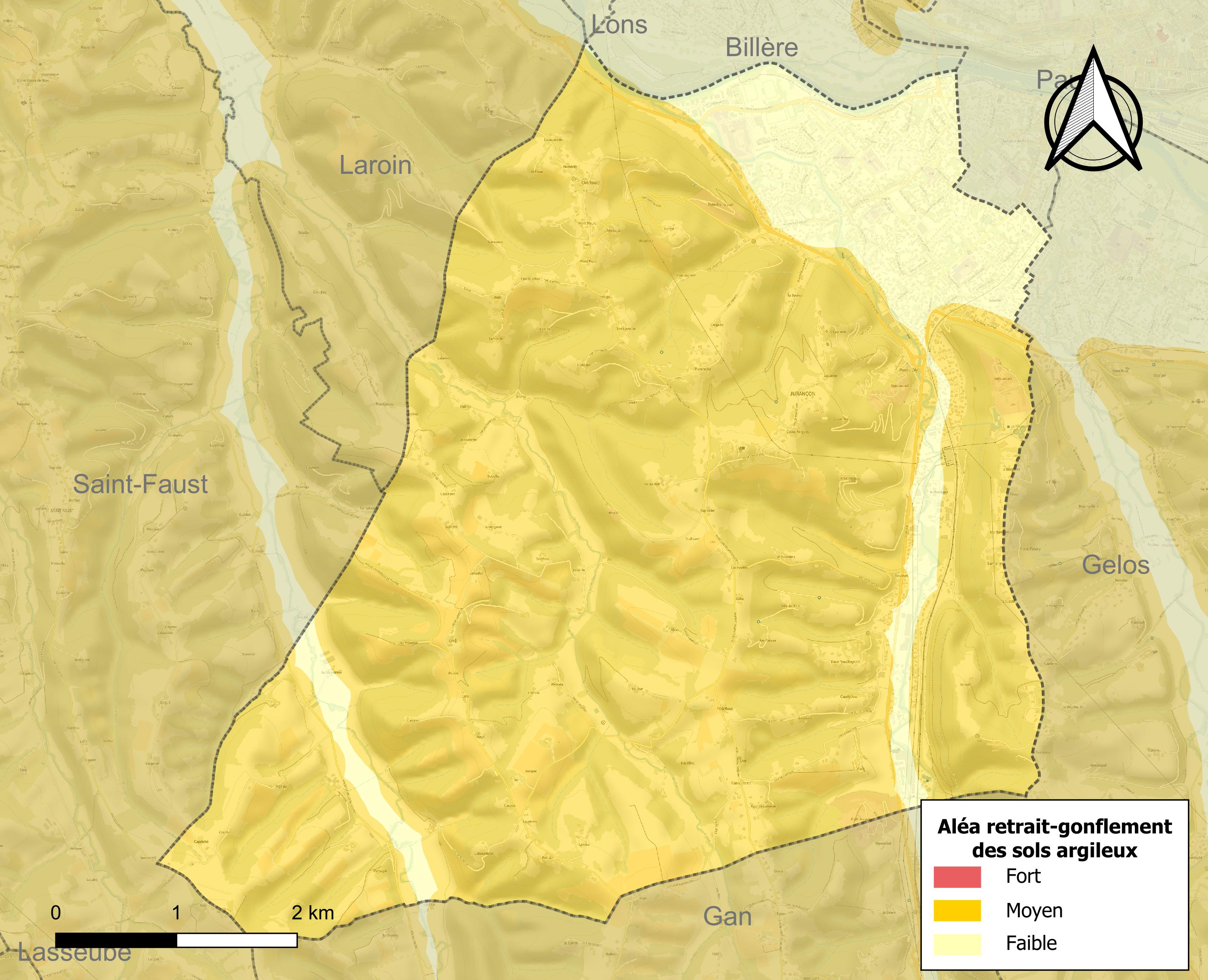
Carte des zones d'aléa retrait-gonflement des sols argileux de Jurançon.

Le retrait-gonflement des sols argileux est susceptible d'engendrer des dommages importants aux bâtiments en cas d’alternance de périodes de sécheresse et de pluie. 87 % de la superficie communale est en aléa moyen ou fort (59 % au niveau départemental et 48,5 % au niveau national). Depuis le 1er octobre 2020, en application de la loi ELAN, différentes contraintes s'imposent aux vendeurs, maîtres d'ouvrages ou constructeurs de biens situés dans une zone classée en aléa moyen ou fort,.
Concernant les mouvements de terrains, la commune a été reconnue en état de catastrophe naturelle au titre des dommages causés par des mouvements de terrain en 2019.

#### Risque particulier
Dans plusieurs parties du territoire national, le radon, accumulé dans certains logements ou autres locaux, peut constituer une source significative d’exposition de la population aux rayonnements ionisants. Selon la classification de 2018, la commune de Jurançon est classée en zone 2, à savoir zone à potentiel radon faible mais sur lesquelles des facteurs géologiques particuliers peuvent faciliter le transfert du radon vers les bâtiments.

## Toponymie
Le toponyme Jurançon apparaît sous les formes
Jurenco (1263, collection Du Cange, no 1226),
Juransoo (XIIIe siècle, fors de Béarn),
Duransoo et Duranson (1376 pour ces deux formes, montre militaire de Béarn),
Juranssoo (1385, censier de Béarn),
Nostre-Done de Juranson (1484, notaires de Pau),
Guranso, Guiranso et Sanct-Johan de Juranson (respectivement 1538 pour les deux premières formes et vers 1540, réformation de Béarn).
Son nom béarnais est Juranson ou Yuransoû.
Le toponyme Jurque est mentionné en 1385 (censier de Béarn).
Le toponyme Rousse apparaît en 1863 dans le dictionnaire topographique Béarn-Pays basque.

## Histoire
L’endroit fut occupé très tôt comme le prouvent les vestiges gallo-romains du IIIe siècle retrouvés au pont d’Oly sur les deux rives du Néez : sur la rive gauche une station thermale avec une pièce mosaïquée aux motifs figuratifs dont un Neptune entouré d’animaux marins, sur la rive droite une construction comprenant une galerie en hémicycle d’où partaient des pièces chauffées au sol orné de mosaïques polychromes. L'existence de la vigne remonterait à cette époque
C'est à partir du XIIe siècle que Jurançon devint un bourg vicomtal sous la protection de Gaston IV (en 1117), puis de Gaston Fébus. C'était un tout petit bourg, enclos de fossés naturels, aux maisonnettes étroites avec leurs jardins attenants. Les habitants étaient de modestes cultivateurs.
Lorsque la cour de Béarn s'installa à Pau en 1464, Jurançon (dit la Bielle) et surtout les coteaux (appelés Faget) furent colonisés par les nouveaux notables de la cour qui achètent des terres pour le vin qu'ils exportent.
Paul Raymond note que la commune comptait une abbaye laïque, vassale de la vicomté de Béarn. En 1385, Jurançon comptait 54 feux et dépendait du bailliage de Pau.
Au censier de 1604 le bourg et les coteaux (qu'on appelait Bourdalat) totalisent respectivement 132 et 129 ostaus (maisons) ou bordes (granges). On compte 8 ostaus de cagots (une minorité persécutée depuis le Moyen Âge) sur les bords du Neez. La minorité protestante (après la restauration du catholicisme sous Louis XIII) y est très forte, et Jurançon gardera un des cinq derniers temples du Béarn.
Le fief de Jurque, créé en 1617, était également vassal de la même vicomté.
La rue Neuve (rue du 14-Juillet) se constitue depuis la construction du pont de pierre sur le gave, vers 1740. Ses prédécesseurs, en bois, avaient été emportés par les crues ou effondrés par le poids des charrettes. Maisons et granges se construisent, le village se dessine. 

La partie basse du « vicq du Nées », depuis le moulin royal a vu s’étendre la place du Bernet et ses rues adjacentes. Le Bernet, signifie en béarnais, « lieu planté de vergnes (aulnes) ». Il appartenait au XVe siècle à des particuliers et Arnaud d’Abadie le vendit à la communauté le 3 juillet 1490, comme pacage public. Il devint place publique au XVIIIe siècle. Au XIXe siècle il allait être le quartier des blanchisseuses. Les lavandières qui lavaient le linge dans le Néez travaillaient pour une clientèle locale, mais aussi paloise. Le linge lavé était ensuite mis à sécher dans les jardins mais aussi sur les places publiques. 

Sous la Révolution on emprisonna les riches propriétaires des coteaux, M. de Perpignaa, M. de Ségure, M. de Navailles, Moureu, le maire, le curé, et les propriétaires des deux moulins qui étaient deux nobles. Mais ceux-ci retrouvèrent leur rang social juste après.

Quand Pau devint ville anglaise, Jurançon bénéficia de l'affluence de riches parlementaires qui s'y installèrent. Ils bâtirent ou agrandirent de magnifiques villas agrémentées de jardins ou de belles demeures sur les coteaux (château de Perpignàa, domaine de Mont-Plaisir, domaine Ollé Laprune ). Ces domaines témoignent de l'élégance architecturale de l'époque.

Un quart-est du village est dominé par le château de Louvie, qui existe depuis le XIVe siècle et possède 38 hectares formant un polygone entre la place de la Croix-du-Prince au nord, le croisement de l'actuelle rue de la République/avenue Rauski au sud-ouest, et le pont du Capitaine à Gélos à l'est. ce château est acheté le 16 juillet 1829 par Charles XIV Jean, roi de Suède, de Norvège, des Goths et des Vandales (né Jean-Baptiste Bernadotte, natif de Pau), qui en fait donation le 17 juillet 1829 à son neveu Joseph Félix Oscar, 2e baron Bernadotte (Pau, 10 novembre 1807 - Jurançon, 12 août 1883) qui épousa le 4 novembre 1841, à Labatut-Figuières, Pauline Gabrielle Louise Valérie de Navailles-Labatut (Béziers, 15 juillet 1823 - Les Angles, 14 février 1874), trois de leurs cinq enfants allaient naître à Jurançon.[réf. nécessaire].

## Héraldique
| Blason de Jurançon | Blason  | D’argent à l’inscription "Jurancon" en lettres capitales de sable, posée en barre et côtoyée de deux traverses alésées du même, accompagné en chef d’une grappe de raisin d’or* feuillée de sinople et en pointe de deux vaches colletées et clarinées de gueules passant l’une sur l’autre, le tout surmonté d’une couronne du troisième*. |
| Blason de Jurançon | Détails | * Il y a là non-respect de la règle de contrariété des couleurs : ces armes sont fautives (superposer de l'or sur de l'argent est strictement interdit en héraldique). |

### Politique environnementale
La comme a obtenu le label « Territoire BIO Engagé » pour avoir atteint plus de 8,5 % de surfaces agricoles bio sur son territoire.
Depuis 2014, Jurançon s'est engagé dans la diminution progressive des produits phytosanitaires et a atteint l'objectif « zéro phyto ».

## Politique et administration

### Liste des maires
| Période                                  | Période        | Identité          | Étiquette                | Qualité |
| ---------------------------------------- | -------------- | ----------------- | ------------------------ | --- |
| Les données manquantes sont à compléter. |                |                   |                          | |
| octobre 1828                             | 1828           | Bernard Capdebart |                          | |
| février 1852                             | 1852           | Pierre Bourt      |                          | |
| mai 1871                                 | septembre 1892 | Jean Lamazouère   |                          | |
|                                          |                | Charles Touzet    |                          | Avoué à la Cour d'appel de Pau, propriétaire du Clos-Touzet                                                       |
| octobre 1947                             | 1952           | Ernest Cazenave   |                          | |
| 1952                                     | 1962           | Gaston Cambot     |                          | |
| 1962                                     | mars 1983      | Pierre Gabard     |                          | |
| mars 1983                                | mars 1989      | Maurice Cassaing  |                          | |
| mars 1989                                | mars 2001      | André Darets      |                          | |
| mars 2001                                | mars 2008      | Louis Lucchini    | PS                       | Ancien conseiller général du canton de Jurançon (1988 → 1992)                                                     |
| mars 2008                                | En cours       | Michel Bernos     | MoDem puis UDI puis LREM | Magistrat au TA de Toulouse et administrateur de sociétés 3e vice-président de la CA Pau Béarn Pyrénées (2017 → ) |

### Intercommunalité
Jurançon fait partie de l'aire d'attraction de Pau et est membre de six structures intercommunales :
- l’agence publique de gestion locale ;
- la communauté d'agglomération de Pau Béarn Pyrénées ;
- le syndicat AEP de la région de Jurançon ;
- le syndicat d’énergie des Pyrénées-Atlantiques ;
- le syndicat intercommunal de défense contre les inondations du gave de Pau ;
- le syndicat mixte du bassin du gave de Pau.

La commune accueille le siège du syndicat AEP de la région de Jurançon.

### Jumelages
Borja (Espagne) depuis le 5 mai 1991.
Le premier acte du jumelage de Jurançon avec Borja a eu lieu le 5 mai 1991 à Borja. Les maires de l’époque sont André Darets pour Jurançon et Don Félix Martinez Lahuerta pour Borja. Le deuxième acte s’est déroulé à Jurançon le 8 septembre 1991, avec le nouveau maire de Borja, Don Lorenzo Noguez Arrondo.

## Population et société

### Démographie
L'évolution du nombre d'habitants est connue à travers les recensements de la population effectués dans la commune depuis 1793. Pour les communes de moins de 10 000 habitants, une enquête de recensement portant sur toute la population est réalisée tous les cinq ans, les populations de référence des années intermédiaires étant quant à elles estimées par interpolation ou extrapolation. Pour la commune, le premier recensement exhaustif entrant dans le cadre du nouveau dispositif a été réalisé en 2004.

En 2022, la commune comptait 7 063 habitants, en évolution de −0,32 % par rapport à 2016 (Pyrénées-Atlantiques : +3,78 %, France hors Mayotte : +2,11 %).
| 1793  | 1800  | 1806  | 1821  | 1831  | 1836  | 1841  | 1846  | 1851  |
| ----- | ----- | ----- | ----- | ----- | ----- | ----- | ----- | ----- |
| 1 647 | 1 621 | 1 476 | 1 828 | 2 031 | 2 186 | 2 144 | 2 124 | 2 578 |

| 1856  | 1861  | 1866  | 1872  | 1876  | 1881  | 1886  | 1891  | 1896  |
| ----- | ----- | ----- | ----- | ----- | ----- | ----- | ----- | ----- |
| 2 591 | 2 106 | 2 207 | 2 413 | 2 546 | 2 503 | 2 614 | 2 641 | 2 800 |

| 1901  | 1906  | 1911  | 1921  | 1926  | 1931  | 1936  | 1946  | 1954  |
| ----- | ----- | ----- | ----- | ----- | ----- | ----- | ----- | ----- |
| 2 907 | 2 921 | 3 413 | 3 391 | 3 601 | 4 029 | 4 329 | 4 906 | 5 561 |

| 1962  | 1968  | 1975  | 1982  | 1990  | 1999  | 2004  | 2006  | 2009  |
| ----- | ----- | ----- | ----- | ----- | ----- | ----- | ----- | ----- |
| 5 930 | 6 864 | 7 867 | 7 345 | 7 538 | 7 378 | 7 087 | 6 937 | 7 000 |

| 2014  | 2019  | 2022  | - | - | - | - | - | - |
| ----- | ----- | ----- | - | - | - | - | - | - |
| 7 142 | 7 102 | 7 063 | - | - | - | - | - | - |

Jurançon fait partie de l'aire d'attraction de Pau.

## Économie
Jurançon est une commune viticole du vignoble du Sud-Ouest. Elle se situe sur les aires géographiques :
- de l'AOC Jurançon (vignoble du Jurançon) et à ce titre compte 125 ha de vignes et une dizaine de viticulteurs indépendants[54] ;
- de l'AOC Béarn ;
- et de l'IGP Comté Tolosan[55].

La Fromagerie des Chaumes est installée sur le territoire de Jurançon. La commune fait partie de la zone d'appellation de l'ossau-iraty. Elle compte cinq agriculteurs bio sur son territoire.

## Culture locale et patrimoine

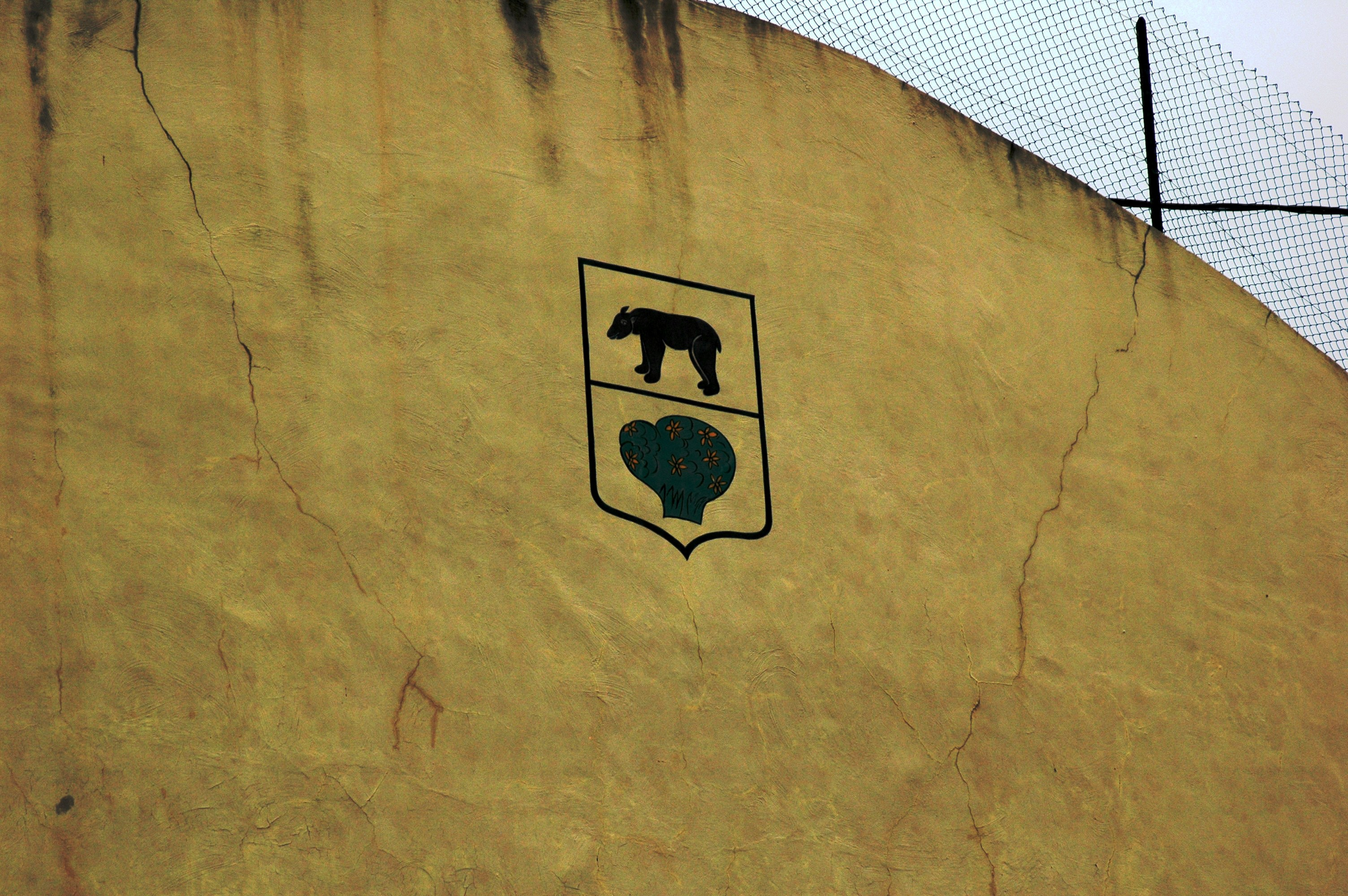
Blason sur le fronton.

### Patrimoine civil
On peut voir à Jurançon divers éléments du patrimoine, témoins du passé tels que le fronton de la mairie où est inscrite la devise de la ville Bi dou Rey, rey dous bis (Vin du Roi, roi des vins) en rappel du baptême d'Henri IV de France avec une goutte de vin de Jurançon ainsi que le monument aux morts réalisé par le sculpteur Ernest Gabard.

### Patrimoine religieux

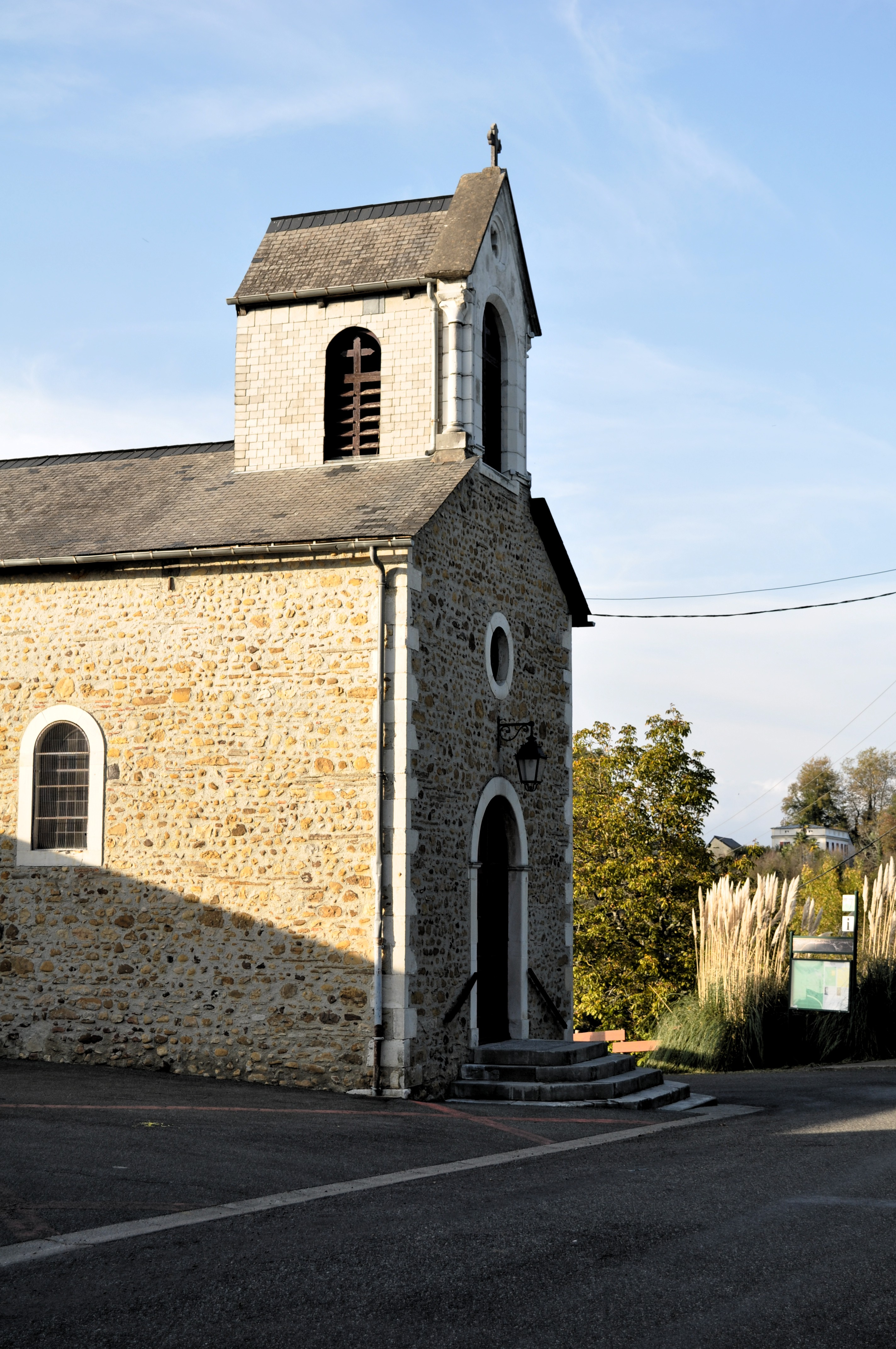
Chapelle de Rousse.

La chapelle de Rousse fut rénovée en 1854. L'église Notre-Dame-de-l'Assomption date elle aussi du XIXe siècle.

### Patrimoine naturel
Les berges du gave, cours d'eau qui constitue la lisière de la commune au nord, font partie du parc naturel urbain (PNU) des Rives du Gave, espace de loisirs situé au cœur de l'agglomération paloise. Cette saligue est principalement composée de saules, ainsi que son nom béarnais l'indique, mais d'autres essences arborées y poussent comme l'aulne, le peuplier noir ou le chêne pédonculé. Véritable mosaïque de 46 habitats naturels (prairies humides, roselières...) dont neuf sont déclarés d'intérêt européen, ce parc urbain recèle une biodiversité exceptionnelle : près de 300 espèces animales et 360 espèces végétales dont 106 strictement protégées en France. Les berges accueillent à Jurançon diverses manifestations culturelles ou sportives comme les Hestivales, les Berges du Rock ou encore des courses de cross, à pied ou en VTT.

## Sports

### Union jurançonnaise
L'Union jurançonnaise est un club omnisports qui comprend quatre sections:
- UJ basket-ball ;
- UJ cyclo ;
- UJ pétanque ;
- UJ football.

Fondé en 1907, le club omnisports né de l'union des deux patronages de la ville, Saint-Joseph, qui appartenait au groupe scolaire du même nom, représenté  par M. Paulhé et Saint-Pierre par le chanoine Hourcade, connu pour son rôle clé dans la création de l'Église Notre-Dame du Bout du Pont, à la suite de la destruction de la Chapelle des Ursulines.
La nouvelle association propose d'emblée des activités diverses: cercles d'études, gymnastique, football, séances théâtrales et chants. Le club a fêté son centenaire le 2 juin 2007. Le club a depuis toujours évolué avec des maillots rouge et or.
Le premier animateur a été le curé de la paroisse l'abbé Lamuraille, suivi de l'abbé Chibas qui créé la section football en 1914, juste avant la Première Guerre mondiale.
En 1916, le club disposait d'une section rugby, après avoir absorbé le Sport Athlétique Béarnais.
La section Basket-ball est créé en 1919, toujours par l'abbé Chibas, sportif émérite qui souhaitait voir la jeunesse au presbytère.
Le patronage maintien ses activités durant la Seconde Guerre mondiale. Le nouveau curé, l'abbé Moussempes, et un grand président général, qu'était monsieur Georges Pardo qui ont fait mettre au presbytère des panneaux de basket, les premières rencontres se jouaient sur herbe.
Le premier président est Charles Combes, et le club reprend les activités de l'ancien patronage Saint-Joseph en adhérant à la Fédération sportive et culturelle de France,. L'UJ est l'un des plus anciens clubs du Béarn et a fêté son centenaire en mai 2008.
Liste des anciens présidents :
- Charles Combes ;
- René Faure ;
- Henri Teillamain ;
- Gaston Cambot ;
- Louis Barbazon ;
- Georges Pardo ;
- Georges Brouard.

### Marathon
Le marathon de Pau emprunte la route de Gan à Jurançon.

## Équipements

### Éducation
La commune dispose de deux écoles primaires publiques (Louis-Barthou et Jean-Moulin), d'une école primaire privée (Saint-Joseph), d'un institut d'éducation spécialisé privé (Notre Dame-de-Guindalos), d'un collège privé (Saint-Joseph) de la communauté des Frères des Écoles chrétiennes, d'un collège public (Ernest-Gabard) et d'un lycée professionnel (André-Campa).

### Culture
Jurançon s'inscrit dans le réseau des médiathèques de la Communauté d'agglomération Pau Béarn Pyrénées avec sa médiathèque communale qui propose 40 000 documents, une grainothèque et un jardin ouvert toute l'année.

### Sport
La commune dispose de deux complexes sportifs :
- le complexe Jean Lichanot qui comprend un boulodrome éclairé composé de cinq couloirs, une salle de tennis de table en béton, une salle multisports (tennis, volley-ball, volley-ball de plage et basket-ball) et un mur à gauche pour la cesta, la chistera, la paleta et la pala[73] ;
- le complexe Georges Guynemer, qui comprend un stade de rugby, des courts de tennis, une salle de gymnastique, une salle de judo, le gymnase municipal et un city-stade pour le football, le basket-ball, le volley-ball et le handball[74].

Le stade d'eaux vives, où s'entraine le champion olympique de canoë-kayak Tony Estanguet, fait partie des équipements sportifs de la commune.
Par ailleurs, Jurançon offre un parcours de santé rue de l'Artisanat.

## Personnalités liées à la commune

### Nées auXVIIIesiècle
- François Flamichon, né vers 1750 dans le Vexin français et décédé en 1788 à Jurançon, est un ingénieur-géographe français.

### Nées auXIXesiècle
- Jean-Baptiste Cazet, né à Jurançon en 1837 et mort à Antananarivo en 1918, est un vicaire apostolique de Madagascar ;
- Albert Tissandier, frère de Gaston Tissandier, né en 1839 à Paris et décédé en 1906 à Jurançon, a coopéré à la revue La Nature jusqu'en 1905.
- Jean Loew (1886-1915), inscrit au monument aux morts de Jurançon et au Panthéon parmi les 560 écrivains morts pour la France. Porté disparu le 21 juin 1915 à Seddul-bahr à la pointe sud de la péninsule de Gallipoli.

### Nées auXXesiècle
- René Bidouze né à Jurançon en 1922 est un syndicaliste français ;
- Stan Rougier, né à Jurançon en 1930, est un écrivain français ;
- Annie Famose, née à Jurançon en 1944, est une skieuse alpine française.
- Georges Laplace, archéologue préhistorien et résistant, ayant résidé à Jurançon entre 1947 et 1962.